# 新城線
新城線（朝鲜语：／ Sinsŏng sŏn */?）是朝鮮民主主義人民共和國平安南道德川市的一條鐵道線路，站點為西德川站到新城站。

## 路线概况
- 距离：4.0
- 车站数：2
- 轨距：1435mm
- 电气化区间：直流3kV
- 复线区间：无